# 卢克·巴比特
卢克·罗伯特·巴比特（英語：Luke Robert Babbitt，1989年6月20日—），美国NBA联盟职业篮球运动员，現效力於亞特蘭大老鷹。他在2010年的NBA选秀中第1轮第16顺位被明尼苏达森林狼选中。